# Analamaho
Analamaho is een plaats en commune in het noorden van Madagaskar, behorend tot het district Sambava dat gelegen is in de regio Sava. Een volkstelling in 2001 telde het inwonersaantal op 6.000.
De plaats biedt alleen lager onderwijs aan. 90% van de bevolking werkt er als landbouwer. Het belangrijkste landbouwproduct is vanille, overige belangrijke producten zijn koffie en rijst. Verder is 10% actief in de dienstensector.